# 둔덕사
둔덕사는 대한민국 전라남도 강진군 도암면 덕서리에 있다. 2004년 11월 1일 강진군의 향토문화유산 제15호로 지정되었다.

## 개요
1971년 향유들의 발의로 사림과 후손들이 사우를 건립하고 둔덕사라 칭하였다. 고려시대 명현이자 도성부원군과 도강백에 봉하였던 도강김씨 시조 김희조를 비롯한 3위를 제향하고 있다.